# Rue Peel
Rue Peel – ulica handlowa na osi północ-południe w śródmieściu Montrealu, w dzielnicy Ville-Marie. Ciągnie się od południowych zboczy wzgórza Mont Royal do tradycyjnie przemysłowej dzielnicy Le Sud-Ouest. Jej nazwa wywodzi się od angielskiego polityka, Sir Roberta Peela.
Rue Peel została otwarta w 1845 roku. Aż do 1968 ulica nazywała Rue Windsor przy Boulevard René-Lévesque, a do 1959 nazywała się Rue Colborne na odcinku na południe od Rue Notre-Dame.